# رصاصة (فلم 1996)
رصاصة (بالإنجليزية: Bullet) هو فيلم جريمة أمريكي من إخراج جوليان تمبل سنة 1996. ومن بطولة ميكي رورك، توباك شاكور، دوني والبيرغ، أدريان برودي، تيد ليفين، جون إنوس الثالث. كتب السيناريو كل من بروس روبنشتاين ورورك. صدر الفيلم بعد شهرٍ من وفاة توباك.

## طاقم التمثيل
- ميكي رورك في دور بوتش ستين (رصاصة)
- توباك شاكور في دور تانك
- أدريان برودي في دور روبي ستين
- تيد ليفين في دور لويس ستين
- دوني والبيرغ في دور بيغ بالز
- سوزانا شيبرد في دور كوكي ستين
- جيري غرايسون في دور سول ستين
- ماني بيريز في دور فلاكو
- جينا فيغيروا في دور لورا
- جون إنوس الثالث في دور ليستر
- جين كانفيلد في دور رينر
- مايكل كينيث ويليامز في دور هاي توب
- راندي والكر (ستريتش) في دور دالاس
- بيتر دينكلاج في دور مدير المبنى
- جيرمين هوبكينز في دور بادجي

## روابط خارجية
- مقالات تستعمل روابط فنية بلا صلة مع ويكي بيانات